# 완탄체

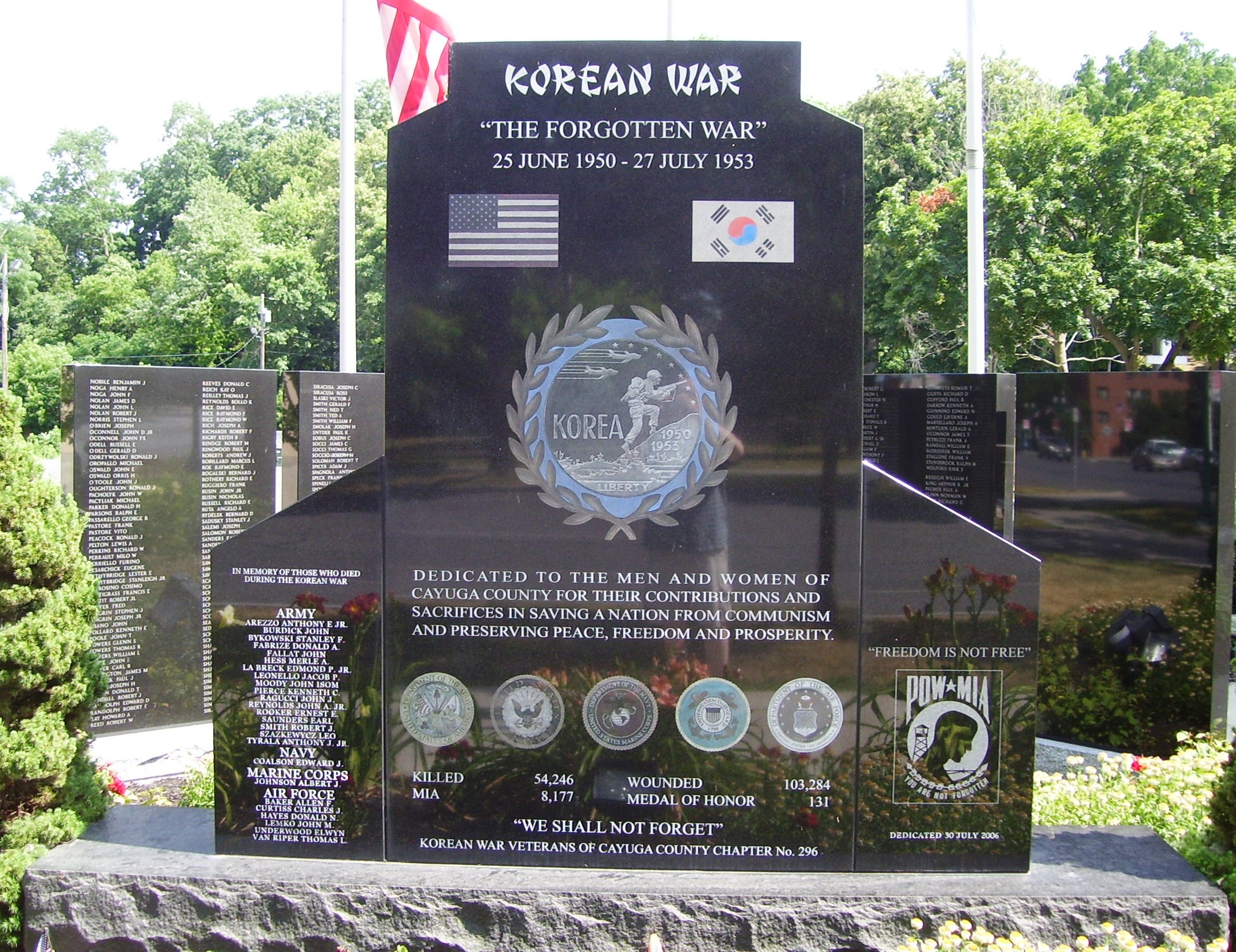

완탄체(wonton font- 완톤, 찹 수이chop suey 라고도 불림)는 "아시아적", "중국적"인 필체를 표현하기 위해 쓰는 글꼴이다. 한자의 붓놀림을 모방한 것이 특징인 서체로, 오리엔탈리즘의 정서를 나르는 데 자주 이용된다.
이 완탄체는 많은 아시아계 미국인에게 비례적이며, 인종차별적이라고 비판된다. 2002년 의류사 애버크롬비 & 피치가 뻐드렁이 이미지를 이 글꼴과 같이 실은 티셔츠를 제조하여 아시아계 미국인의 뭇매를 맞고 회수 조치한 바 있다. 2008년에는 시카고 클럽이 독립 판매상이 제작한 이와 비슷한 티셔츠로 하여 아시아계 공동체의 반발에 맞닥뜨렸던 바 있다. 문화평론가 제프 양이 한 기사에서 이 글꼴의 의문시스런 사용에 대해 다룬 바 있다.

## 역사
1883년 클리블랜드 활자 주조소(Cleveland Type Foundry)에서 만다린(Mandarin)이라는 이름으로 특허를 얻은 것이 기원으로 추정된다.